# Gỏi cuốn

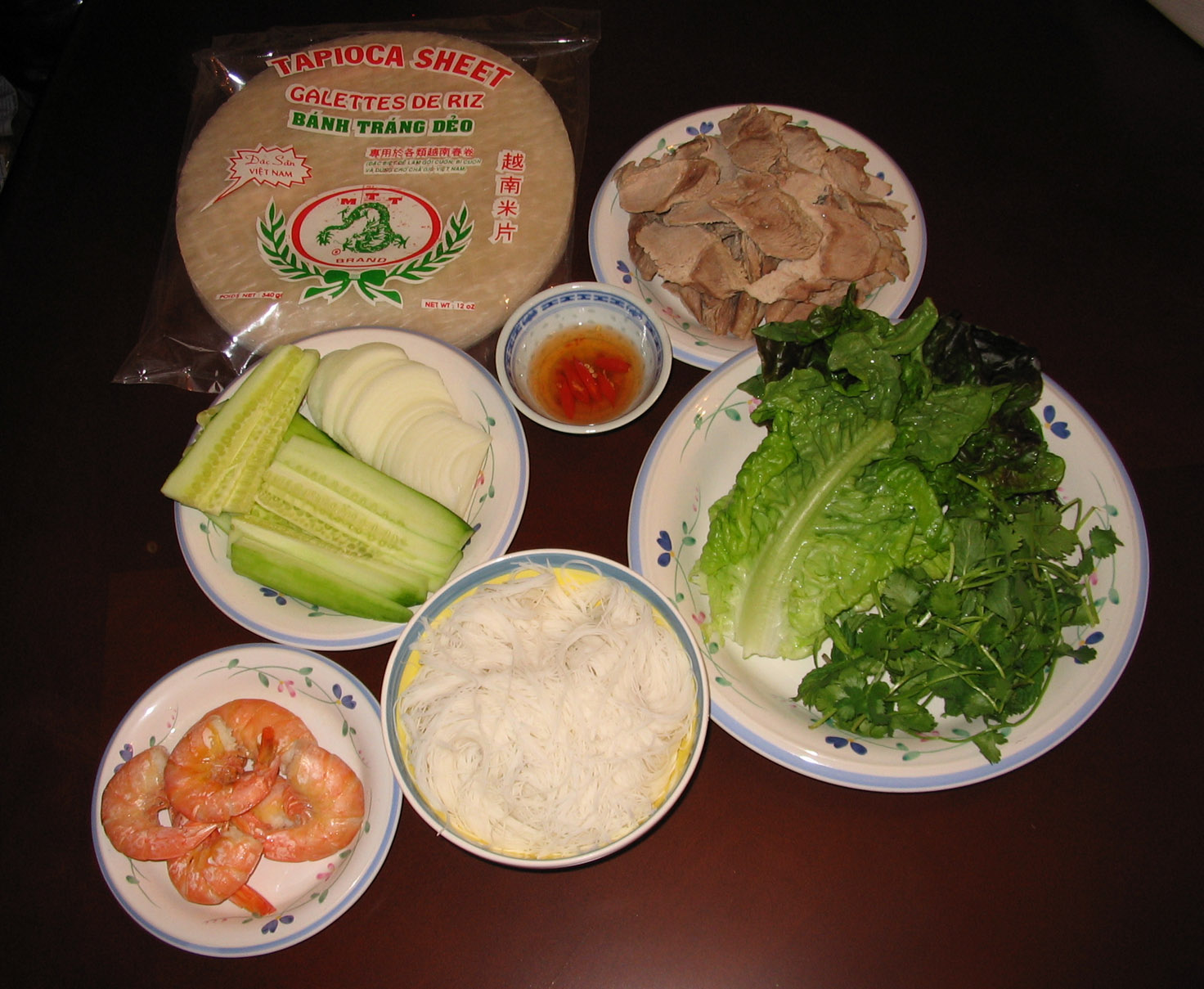
Nguyên liệu làm gỏi cuốn

Gỏi cuốn hay còn được gọi là Nem cuốn (Phương ngữ miền Bắc), là một món ăn khá phổ biến ở Việt Nam. Gỏi cuốn có xuất xứ từ Miền nam Việt Nam với tên gọi là gỏi cuốn - bằng các nguyên liệu gồm rau xà lách, húng quế, tía tô, tôm khô, rau thơm, thịt luộc, tôm tươi.. tất cả được cuộn trong vỏ bánh tráng. Gia vị dùng kèm là tương hột trộn với lạc rang giã nhỏ phi bằng dầu ăn với hành khô.... tất cả thái nhỏ và cuộn trong vỏ làm từ bột mì hoặc là tương ớt trộn với lạc rang giã nhỏ phi bằng dầu ăn với hành khô.
Món ăn này phổ biển ở Việt Nam chủ yếu dùng bánh tráng được cuốn với nhiều thành phần khác nhau tùy từng vùng miền, thường dùng để khai vị hay ăn kèm cùng đồ uống như một món nhậu, được làm từ bánh tráng cuộn với các loại rau thơm, bún, và một số loại thịt như thịt bò, heo, vịt, tôm, cá, cua v.v.
Các món ăn lấy bánh tráng để cuốn nhìn chung là một dạng chế biến món ăn thịnh hành khắp ba miền Bắc, Trung, Nam Việt Nam. Hầu như không có một công thức cố định cho các món dùng bánh tráng cuốn, bởi tùy địa phương, vùng miền, nguyên liệu dùng để cuốn có nhiều khác biệt.

## Nguyên liệu
Các nguyên liệu làm gỏi cuốn tập trung trong các nhóm:
- Thịt, đồ hải sản: là nguyên liệu chính quyết định hình thức và chất lượng của món nem cuốn, thịt có thể bao gồm thịt bò, thịt heo ba chỉ, tai heo, thịt vịt, tôm, cá các loại, cua, giò lụa, chả, trứng
- Bánh tráng: dùng loại bánh tráng riêng để ăn trực tiếp, thường mỏng và hơi mềm để không cần ủ mềm trước khi chế biến, phân biệt với loại bánh tráng cứng hơn thường dùng để cuốn nem rán. Bánh tráng để làm gỏi cuốn Nam bộ mỏng hơn nhiều so với bánh tráng để cuốn các món miền Trung.
- Rau thơm, rau sống các loại. Củ quả như dưa leo, dứa, củ sắn, nấm, chuối xanh, khế chua v.v.
- Bún: thường dùng bún sợi nhỏ, đặc biệt là bún lá. Một số món cuốn có thể không dùng bún.
- Nước sốt, nước mắm được pha chế tùy theo món cuốn.

## Quy trình thực hiện

### Chế biến nguyên liệu
Bánh tráng được làm từ bột gạo, màu sắc của món bánh tráng cuốn được làm từ thành phần tự nhiên. Phần nhân bánh tráng cuốn gồm tép khô, hành phi, đậu phộng, muối tôm và sốt mayonnaise, đôi khi là thịt heo, dưa leo, bún, rau thơm.
Các nguyên liệu động vật thường được chế biến chín bằng phương thức luộc, rang, xào (thịt, tôm), tráng (trứng) và thái dạng con chì, thái chỉ hoặc thái lạng từng miếng nhỏ, dài.
Rau xà lách, rau thơm rửa sạch, các loại củ quả thái chỉ hoặc thái miếng vừa ăn.
Bánh tráng ủ mềm, cắt miếng hình chữ nhật khoảng 10x20cm. Nếu sử dụng loại bánh còn mềm và đã cắt vuông thì không cần công đoạn trên.

### Làm nước chấm
Nước mắm chua cay mặn ngọt được pha chế với dấm đường tỏi ớt. Một số nơi pha chế bột đao, hành tỏi xay và thậm chí cả nước cốt dừa để đun nước sốt sánh mượt. Đặc biệt tại Hà Nội thường dùng thêm rượu nếp cái vừa pha vào nước sốt vừa cho thêm một chút vào nhân nem. Có nơi sử dụng su hào, cà rốt thái mỏng bóp muối, chần qua nước ấm và cho tỏi, ớt vào bát đánh đều, vắt nước cốt chanh và cho vào nước mắm.

### Cuốn bánh tráng
Bài trí các nguyên liệu đã sơ chế kĩ càng kể trên ra các bát, đĩa trên bàn ăn để thực khách tự cuộn từng cuộn nem với các nguyên liệu tùy ý và chấm vào nước mắm hay nước sốt. Bánh tráng sẽ được cuốn lại khi phần nhân được đặt chính giữa bánh lúc trải ra, sau đó cắt thành miếng vừa ăn. Thông thường người bán đặt các khoanh bánh tráng trong hộp xốp và có xiên để khách không phải dùng tay ăn. Tại các nhà hàng thường cuốn sẵn từng gói cuốn trước và bày đĩa dọn lên bàn ăn cho thực khách. Thông thường, mỗi cuốn được thực hiện bằng cách trải một lá bánh tráng, xếp lá rau thơm (như rau xà lách) và cho lần lượt các nguyên liệu vào, cuộn thành từng cuốn. Có thể dùng lá hẹ để dọc theo chiều dài cuốn gỏi để thêm gia vị và thêm đẹp mắt.

## Biến tấu
- Thịt luộc cuốn:[3] Là món ăn dễ làm, phổ thông và tương đối đơn giản với thịt ba chỉ hoặc thịt chân giò luộc, cuộn trong bánh tráng hoặc lá sung, chấm với nước chấm làm từ mắm nêm hoặc mắm tôm chua.
- Cá cuốn: Có rất nhiều dạng thức cuốn cá trong bánh tráng. Tại Hà Nội có món nem cá sử dụng thịt cá lạng miếng ướp, rán vàng gói trong lá nem với sốt mayonnaise cùng chút bún lá và rau thì là. Miền Nam Việt Nam rất thịnh hành món cá lóc nướng trui cuốn bánh tráng và các loại rau rừng[5]; hay cá thu hấp chín cuốn với thịt nạc thăn luộc, gừng tươi.
- Nem cuốn tôm thịt[6]: là món nem cuốn thông dụng còn được gọi là gỏi cuốn. Nguyên liệu chính là thịt ba chỉ luộc, trứng tráng, tôm thẻ rang lạng mỏng dọc thân, gói trong rau xà lách, bún và một số loại rau thơm khác trong đó không thể thiếu chuối xanh, khế chua.
- Bò cuốn lá cải[7]: Thịt bò tái cuốn trong lá cải với một số loại rau như chuối chát, khế xanh v.v. và chấm nước sốt làm từ tương đen và mù tạc.
- Phở cuốn: một biến thể của món nem cuốn, dùng lá bánh phở cuộn với thịt bò xào. Lần đầu tiên xuất hiện ở ngã tư phố Ngũ Xã và đường Nguyễn Khắc Hiếu tại thành phố Hà Nội.
- Nem tai: Tai lợn luộc chín thái nhỏ, trộn thính cuốn bằng bánh tráng với các loại rau thơm, chủ yếu là lá sung, lá mơ tam thể, lá đinh lăng, lá kinh giới.
- Thịt chua: Là đặc sản vùng Thanh Sơn, Phú Thọ, cuốn với bánh tráng và các loại rau thơm tương tự món nem tai.
- Nem chua: Nem chua rán, nướng hoặc ăn tươi, thái miếng vừa ăn và cuốn với các loại rau thơm. Chấm nước mắm chua cay mặn ngọt. Tại Hà Nội có những cửa hàng chuyên bán món ăn này.
- Món cuốn Thủy Nguyên: Là đặc sản của Hải Phòng. Đầu tiên, bún lá sò cắt thành từng đoạn ngắn, dài 3 cm; hành củ rửa sạch và chần sơ qua nước sôi cho tái đảm bảo lá hành có độ dai; trứng đánh đều rồi tráng (rán) mỏng tang cho tới vàng óng; tôm đồng cắt bỏ râu, rửa sạch, rang chín giòn; thịt ba chỉ luộc chín, đậu phụ rán vàng; các loại rau được rửa sạch, vẩy ráo nước. Các nguyên liệu (trừ rau) để làm món cuốn đều được thái nhỏ (thái con chỉ). Sau khi hoàn tất, các nguyên liệu được bày biện ra trên một cái mâm để chuẩn bị cho việc cuốn gói. Khi cuốn (gói) bún, dùng một lá rau xà lách để ngửa, sau đó đặt giò, đậu, bún, trứng, cọng rau mùi, răm… sao cho cuộn lại bằng ngòn tay cái để vừa miệng khi ăn. Khi gói lá xà lách không được gói kín hết mà phải để khoảng trống ở giữa để “khoe” được những thành phần bên trong. Cuối cùng, dùng sợi hành đã chần quấn quanh chiếc cuốn.